# Gregory Pregill
Gregory Kent Pregill (* 27. November 1946 in Los Angeles, Kalifornien, Vereinigte Staaten) ist ein US-amerikanischer Herpetologe. Sein Forschungsschwerpunkt ist die fossile und rezente Herpetofauna von Inseln der Karibik und des Pazifiks.

## Leben
Nach der Erlangung des Bachelor of Arts an der Baylor University graduierte Pregill 1975 zum Master of Science in Zoologie an der San Diego State University. 1979 wurde er mit der Dissertation Late pleistocene herpetofaunas from Puerto Rico an der University of Kansas zum Ph.D. in Systematik und Ökologie promoviert. Nach dem Studium war er für zwei Jahre wissenschaftlicher Mitarbeiter (Fellow in Residence) am United States National Museum der Smithsonian Institution. Anschließend wurde er Kurator und Leiter der herpetologischen Abteilung des San Diego Natural History Museum. Seit 1993 ist er Professor an der biologischen Fakultät der University of San Diego. Er unterrichtet Biodiversität, Evolution, Biogeographie, Wirbeltierkunde sowie die Entwicklung von Wirbeltierstrukturen. Ferner bietet er interdisziplinäre Seminare über die biologischen Auswirkungen der Überbevölkerung in der Neuen Welt an. 
Pregill betreibt Forschungen über die Wirbeltierfauna von Inseln, vor allem Amphibien und Reptilien. Freilandstudien führten ihn auf fast alle Inseln der Karibik und viele weitere in den südlichen und westlichen Pazifik. Durch Kombination der Paläontologie mit der Biogeographie bewertet er die langfristigen Veränderungen von Wirbeltierarten und Populationen, insbesondere jene die während des Übergangs von vorkulturellen zu kulturellen Umgebungen vorgekommen sind. Über seine Forschungsarbeit verfasste Pregill zahlreiche Fachartikel und Monographien, darunter 1988 Phylogenetic Relationships of the Lizard Families und 1994 Late Quaternary Vertebrate Faunas of the Lesser Antilles: Historical Components of Caribbean Biogeography, das in Zusammenarbeit mit David William Steadman entstand.
Pregill beschrieb drei ausgestorbene Arten aus der Gattung der Glattkopfleguane (Leiocephalus), darunter Leiocephalus anonymus (1984), Leiocephalus etheridgei (1981) und Leiocephalus partidus (1981) sowie 2012 in Zusammenarbeit mit George Robert Zug, Ivan Ineich und Alison M. Hamilton die rezente Skinkart Emoia mokolahi von Tonga.